# Isabel Leonor de Brunswick-Wolfenbüttel
Isabel Leonor de Brunswick-Wolfenbüttel (en alemán: Elisabeth Eleonore von Braunschweig-Wolfenbüttel; Wolfenbüttel, 30 de septiembre de 1658-Meiningen, 15 de marzo de 1729) fue la mayor de las hijas del duque Antonio Ulrico de Brunswick-Luneburgo y de su esposa, Isabel Juliana de Schleswig-Holstein-Sonderburg-Norburg.

## Biografía
Isabel Leonor contrajo matrimonio por dos veces. El 2 de febrero de 1675 en Wolfenbüttel, desposó al príncipe Juan Jorge de Mecklemburgo, muriendo este cinco meses más tarde. El 25 de enero de 1681 en Schöningen, desposó al duque Bernardo I de Sajonia-Meiningen. Este fue descrito como un matrimonio feliz, aunque ella no compartía su interés por la alquimia ni la vida militar. Isabel Leonor era muy musical y su padre propiamente un escritor. Ella apreciablemente estimuló el interés de su marido por la música y la literatura.
Después de la muerte de su marido, se puso del lado de su hijastro, Ernesto Luis I, y su ministro von Wolzogen, sobre la cuestión del único gobernante, ignorando el deseo expresado en el testamento de Bernardo I de que sus hijos compartieran el poder. Esto llevó a una contienda fraternal de 30 años, durante la cual Isabel Leonor apoyó a su hijastro, Ernesto Luis, contra su hijo Antonio Ulrico. Antonio Ulrico había contraído matrimonio morganático con Filipina Isabel Caesar, quien no era de ascendencia noble; Isabel Leonor se comportó muy fríamente con ella. 
Durante el reinado de Ernesto Luis I, Meiningen se desarrolló como un centro de cultura musical; esto surgió en gran medida debido a Isabel Leonor. La contienda familiar provocó que se retirara de la vida pública y que se adentrara más en la religión. Escribió varios himnos.
El Palacio de Elisabethenburg en Meiningen recibió su nombre.

## Descendencia
De su matrimonio con Bernardo I, tuvo cinco hijos:
1. Isabel Ernestina (Meiningen, 3 de diciembre de 1681-Gandersheim, 24 de diciembre de 1766), abadesa de la abadía de Gandersheim (1713-1766).
2. Leonor Federica (Meiningen, 2 de marzo de 1683-ibidem, 13 de mayo de 1739), una monja en Gandersheim.
3. Antonio Augusto (Meiningen, 20 de junio de 1684-ib., 7 de diciembre de 1684).
4. Guillermina Luisa (Meiningen, 19 de enero de 1686-Bernstadt, 5 de octubre de 1753), desposó el 20 de diciembre de 1703 al duque Carlos de Wurtemberg-Bernstadt.
5. Antonio Ulrico (Meiningen, 22 de octubre de 1687-Fráncfort, 27 de enero de 1763), duque de Sajonia-Meiningen.